# Гляссер, Мария Игнатьевна
Мария Игнатьевна Гляссер (1890—1951) — в 1918—1924 годах работала в секретариате Совета Народных Комиссаров. Личный секретарь Ленина по Политбюро. После смерти Ленина работала в Институте Ленина, а после его преобразования — в Институте Маркса-Энгельса-Ленина при ЦК ВКП(б).

## Биография
Секретарь Политбюро ВКП(б) в 1920-х годах, Б. Г. Бажанов, лично знавший М. И. Гляссер, в своих воспоминаниях писал:

Гляссер секретарствует на всех заседаниях Политбюро, пленумов ЦК и важнейших комиссий Политбюро. Это маленькая горбунья с умным и недобрым лицом. Секретарша она хорошая, женщина очень умная; сама, конечно, ничего не формулирует, но хорошо понимает все, что происходит в прениях Политбюро, то, что диктует Ленин, и записывает точно и быстро. Она хранит ленинский дух и, зная ленинскую вражду последних месяцев его жизни к бюрократическому сталинскому аппарату, не делает никаких попыток перейти к нему на службу.

В конце июня 1923 года Сталин получает согласие Зиновьева и Каменева и снимает Гляссер с поста секретаря Политбюро.
Дочь И.А. Гляссера (1862—1925), музыкального педагога (преподававшего фортепиано Д. Шостаковичу) и певицы и педагога Антонины Сигизмундовны Гляссер.
Обучалась в Женском медицинском институте, будучи студенткой, в 1917 году «занималась подготовкой санитарок в Выборгском районе Петрограда».
Некоторые авторы упоминают, что М.И. Гляссер в 1920-е годы была женой Н.Н. Суханова.
Автор книги «О методах работы классиков марксизма-ленинизма над книгой» (1941), изданной как в оригинале, так и в переводе на ряд иностранных языков, а также некогда широко цитировавшейся книги «Два месяца работы В. И. Ленина» (1934) — результата незавершённой работы Института Ленина по составлению подробнейшего «Календаря жизни Владимира Ильича». Очерки М. Гляссер включались в различные сборники воспоминаний о Ленине и о Горьком.
Урна с прахом захоронена в колумбарии Новодевичьего кладбища.

## В литературе и кино
- М. Гляссер выведена фоновым персонажем исторического романа Е. Крюковой «Побег».
- Роль М. Гляссер фигурирует в спектакле МХАТ по пьесе М. Шатрова «Так победим!» (1981). В телеверсии спектакля (1987) роль исполняет О. Барнет (Ленин — А. Калягин).